# Leptoneta jangsanensis
Leptoneta jangsanensis är en spindelart som beskrevs av Seo 1989. Leptoneta jangsanensis ingår i släktet Leptoneta och familjen Leptonetidae. Inga underarter finns listade i Catalogue of Life.